# Axel Born
Axel Born (* 5. Februar 1887 in Prenzlau; † 1. September 1935 in Berlin) war ein deutscher Geologe und Geophysiker und einer der Pioniere der Angewandten Geophysik in Deutschland.

## Leben
Born studierte Geologie und Paläontologie in Berlin, Hannover und Göttingen, wurde 1911 in Göttingen bei Josef Felix Pompeckj promoviert (Die geologischen Verhältnisse des Oberdevons im Aeketal (Oberharz)) und habilitierte sich 1913. Nach dem Ersten Weltkrieg lehrte er an der Universität in Frankfurt am Main, an der er 1922 außerordentlicher Professor wurde. Ab 1926 war er ordentlicher Professor für Geologie und Paläontologie an der Technischen Hochschule Berlin-Charlottenburg.
Er befasste sich mit angewandter Geologie und Geophysik, und hier mit der  Erkundung der tieferen Erdkruste in Deutschland und Schweremessungen mit Erstellung Karten von Schwereanomalien von Deutschland und der Iberischen Halbinsel.
Er war seit 1914 verheiratet und hatte zwei Töchter.

## Schriften
- Die geologischen Verhältnisse des Oberdevons im Aeketal, Neues Jahrbuch für Mineralogie, Geologie und Paläontologie, Beilagen, Band 34, 1912, 553–632 (seine Dissertation)
- Der geologische Aufbau der Erde, in: Benno Gutenberg, Handbuch der Geophysik, Band 2.2, Berlin: Borntraeger 1932
- Isostasie und Schweremessung, Springer 1923
- Allgemeine Geologie und Stratigraphie, Dresden: T. Steinkopff 1921
- Über Druckschieferung im varistischen Gebirgskörper, Fortschritte der Geologie und Paläontologie, 7, 22, Borntraeger 1929
- Über Werden und Zerfall von Kontinentalschollen, Fortschritte der Geologie und Paläontologie, 10, 32, Borntraeger 1933
- Beziehungen zwischen Schwerezustand und geologischer Struktur in Deutschland, in: Franz Kossmat: Beiträge zum Problem der Massenverteilung im Erdkörper, S. 1–60 (mit Isoanomalenkarte von Deutschland)
- Schwerezustand und geologische Struktur der Iberischen Halbinsel, in: Abhandlungen der Senckenbergischen Naturforschenden Gesellschaft, Band 39, 1925, S. 1–25 (Tafel I: Isanomalenkarte der Iberischen Halbinsel, mit A. Miethe)